# Xavier Marques
Francisco Xavier Ferreira Marques (Itaparica, 3 de dezembro de 1861 — Salvador, 30 de outubro de 1942) foi um jornalista, político, romancista, poeta e ensaísta brasileiro.  
Foi eleito em 24 de julho de 1919 para a cadeira 28 da Academia Brasileira de Letras.

## Biografia
Iniciou seus estudos na ilha de Itaparica, mas em pouco tempo se  transferiu para Salvador onde se matriculou no colégio do cônego Francisco Bernardino de Sousa. Na capital baiana exerceu o jornalismo, atividade que interrompeu quando se dedicou à política, primeiro como deputado estadual, de 1915 a 1921; e a seguir como deputado federal, de 1921 a 1924.
Paralelo à atividade jornalística dedicou-se também à literatura; seu romance de estreia foi Boto e companhia, em 1897, ao qual seguiu-se a novela "Jana e Joel" (1899), que é considerada sua melhor produção; suas obras lhe renderam vários prêmios, destacando-se o da Academia Brasileira de Letras, em 1910, pelo romance Sargento Pedro; veio mais tarde a se tornar membro desta entidade, sendo ali empossado no dia 17 de setembro de 1920 na cadeira 28 em sucessão a Inglês de Sousa, recebido por Goulart de Andrade.

## Obras
- Temas e variações, poesia, 1884
- Uma família baiana, romance, 1888
- Insulares, poesia, 1896
- Boto e companhia, romance, 1897
- Jana e Joel, romance, 1899
- Pindorama, romance, 1900
- Holocausto, romance, 1900
- Praieiros, edição conjunta das novelas Maria Rosa e O arpoador e mais A noiva do golfinho. 1902
- O sargento Pedro, romance, 1910
- Vida de Castro Alves, biografia, 1911
- A arte de escrever, estilística, 1913
- A boa madrasta, romance, 1919
- A cidade encantada, contos, 1919
- O feiticeiro, romance, 1922
- Ensaio histórico sobre a Independência, 1924
- As voltas da estrada, romance, 1930
- Letras acadêmicas, ensaios, 1933
- Cultura da língua nacional, filologia, 1933
- Terras mortas, novela, 1936
- Ensaios, 2 volumes, 1944
- Evolução da crítica literária no Brasil e outros estudos, 1944